# Bisdom Parañaque
Het bisdom Parañaque (Latijn: Dioecesis Paranaquensis) is een rooms-katholiek bisdom met als zetel Parañaque, op de Filipijnen. Het bisdom is suffragaan aan het aartsbisdom Manilla. 

## Geschiedenis
Het bisdom werd opgericht op 7 december 2002, uit delen van het aartsbisdom Manilla. 

## Parochies
Het bisdom had in 2021 een oppervlakte van 127 km2 en telde 1.922.993 inwoners waarvan 79,5% rooms-katholiek was.

## Bisschoppen
- Jesse Eugenio Mercado (7 december 2002 - heden)

## Galerij van afbeeldingen

Wapen van het bisdom

Manilla (aartsbisdom) · Antipolo · Cubao · Imus · Kalookan · Malolos · Novaliches · Parañaque · Pasig · San Pablo